# Звёздный путь: Протозвезда
«Звёздный путь: Протозвезда» (англ. Star Trek: Prodigy) — американский анимационный телесериал, созданный Кевином и Дэном Хейгменами для стримингового сервиса Paramount+ и кабельного канала Nickelodeon. Это десятый сериал «Звёздного пути», который был запущен в 2021 году в рамках расширенной вселенной «Звёздного пути» исполнительного продюсера Алекса Куртцмана. «Протозвезда» — первый сериал «Звёздного пути», ориентированный на молодую аудиторию, а также первый, в котором используется 3D-анимация. Сериал рассказывает о группе молодых инопланетян, которые используют заброшенный звездолет в поисках приключений.
Бретт Грей, Элла Парнелл, Джейсон Манцукас, Ангус Имри, Райли Алазраки и Ди Брэдли Бейкер озвучивают молодую команду USS Protostar, а Джимми Симпсон, Джон Ноубл и Кейт Малгрю также озвучивают сериал, последняя повторяет свою роль Кэтрин Джейнвей из «Звёздного пути: Вояджер». Куртцман впервые упомянул о сериале в январе 2019 года.
Братья Хагеман были назначены создателями и шоураннерами, и в апреле того же года Nickelodeon заказал два сезона «Протозвезды». Бен Хибон был объявлен режиссёром и креативным руководителем в августе 2020 года, а в феврале 2021 года стало известно, что сериал дебютирует на Paramount+ перед выходом в эфир на Nickelodeon. Он производится Nickelodeon Animation Studio и анимационной студией Nickelodeon совместно с Secret Hideout, Roddenberry Entertainment и Brothers Hageman Productions.
Премьера сериала «Звёздный путь: Протозвезда» в США состоялась 28 октября 2021 года на Paramount+. В июне 2023 Paramount+ приняли решение закрыть сериал. В октябре сериал был выкуплен стриминговым сервисом Netflix. Первый сезон стал доступным на Netflix в декабре. Премьера второго состоялась в 2024 году. В мае 2025 года Netflix объявил о закрытии сериала.

## Описание
В 2383 году, через пять лет после возвращения космического корабля «Вояджер» на Землю в конце «Звёздного пути: Вояджер», разношерстная команда молодых инопланетян находит заброшенный корабль Звездного флота «Протозвезда» в тюремной колонии Тарс Ламора.

## В главных ролях
- Бретт Грэй — Дал Р'Эй
- Элла Пернелл — Гвиндала  "Гвин"
- Джейсон Манцукас — Джэнком Пог
- Ангус Имри — Зеро
- Райли Алазраки — Рок-Так
- Ди Брэдли Бейкер — Мёрф
- Джимми Симпсон — Дрэднок
- Джон Ноубл — Прорицатель/Ильтуран
- Кейт Малгрю — Кэтрин Джейнвэй
- Роберт Бельтран — Чакотай (2-й сезон; 1-й сезон - переодически)
- Роберт Пикардо — Доктор (2-й сезон)
- Джамила Джамил — Асенсия  (2-й сезон; 1-й сезон - переодически)
- Уил Уитон — Уэсли Крашер (2-й сезон)

## Производство
В июне 2018 года, став единственным шоураннером сериала «Звёздный путь: Открытие», Алекс Куртцман подписал пятилетний контракт с CBS Television Studios на расширение франшизы «Звёздный путь» за пределы Discovery на несколько новых серий, мини-сериалов и мультсериалов. После анонса анимационной комедии для взрослых «Звёздный путь: Нижние палубы» Куртцман заявил в январе 2019 года, что в рамках его расширения будет выпущен по крайней мере ещё один мультсериал. Это был бы «ориентированный на детей» сериал, который потенциально мог бы быть выпущен в сети, отличной от более ориентированного на взрослых потокового сервиса CBS All Access (позже переименованного в Paramount+), где выпускались другие серии Star Trek под руководством Куртцмана. Куртцман сказал, что другие мультсериалы будут отличаться от Нижних палуб как по тону, так и по визуальному стилю, причем последнее может быть достигнуто с помощью других технологий.
Кевин и Дэн Хагеман присоединились к сериалу в качестве сценаристов к середине февраля 2019 года, когда Nickelodeon вёл переговоры о трансляции шоу, поскольку его зрители соответствуют более молодой целевой аудитории сериала. Ожидалось, что проект станет «крупной серией палаток» для сети под руководством её нового президента Брайана Роббинса. Месяц спустя Куртцман подтвердил проект и сказал, что переговоры с Nickelodeon почти завершены. Он ожидал, что сериал будет готов к выпуску в 2021 или 2022 году. Nickelodeon официально заказал сериал в конце апреля 2019 года, и Братья Хейгмен подтвердили, что они будут сценаристами и исполнительными продюсерами сериала вместе с Куртцманом, Хизер Кадин из Secret Hideout, Родом Родденберри (сыном создателя Star Trek Джина Родденберри) и Тревором Ротом из Roddenberry Entertainment, а также исполнительным продюсером CBS Television Кэти Кренц. В октябре 2019 года Кадин сообщил, что сериал получил заказ на два сезона от Nickelodeon из-за анимационной работы, необходимой для сериала, и сказал, что в нём будут представлены сериализованные элементы. Она объяснила, что Хагеманы были наняты из-за их работы над предыдущими детскими сериалами, которые не «принижали» аудиторию и всё ещё были доступны для просмотра зрителям постарше. Кадин чувствовал, что сериал станет чем-то, что старшие фанаты «Звёздного пути» могли бы посмотреть со своими детьми, чтобы познакомить их с франшизой.
В статье о франшизе «Звёздный путь» в январе 2020 года The Wall Street Journal назвала сериал «Звёздный путь: Вундеркинд». Это название было официально подтверждено в июле вместе с датой выхода в 2021 году. Рэмси Найто курировал сериал для Nickelodeon в качестве вице-президента по производству и разработке анимации. Бен Хибон был объявлен режиссёром, соисполнительным продюсером и креативным руководителем сериала в августе 2020 года. Найто описал Хибона как «невероятного рассказчика и строителя мира с четким видением» сериала. В феврале 2021 года ViacomCBS объявила, что Prodigy дебютирует на потоковом сервисе Paramount+ вместе с остальной частью Вселенной Star Trek. Вице-президент Paramount+ по разработке и программированию Джули Макнамара заявила, что они получат «лучшее из обоих миров» с этим шагом, представив сериал поклонникам других серий Star Trek на сервисе, прежде чем представить его новой аудитории на Nickelodeon. Она добавила, что данные о зрительской аудитории CBS All Access показали, что поклонники «Звёздного пути» также смотрели мультсериал «Легенда о Корре» на сервисе, и это стало ещё одним фактором при принятии решения о добавлении Звёздный путь: Протозвезда в Paramount+. В то время стало известно, что сериал был заказан на 20-серийный сезон, а второй 20-серийный сезон был официально подтверждён Paramount+ в ноябре 2021.

## Обзор сезонов
| Сезон | Серии | Серии | Даты показа     | Даты показа     | Даты показа |
| Сезон | Серии | Серии | Первая серия    | Последняя серия | Канал       |
| ----- | ----- | ----- | --------------- | --------------- | ----------- |
| 1     | 20    | 10    | 28 октября 2021 | 3 февраля 2022  | Paramount+  |
| 1     | 20    | 10    | 27 октября 2022 | 29 декабря 2022 | Paramount+  |
| 2     | 20    | 20    | 1 июля 2024     | 1 июля 2024     | Netflix     |

## Эпизоды

### Первый сезон (2021—2022)
| Часть 1 |      |                                                 |                           | |                                 |
| 12      | 12   | «Найденная пропажа» «Lost and Found»            | Бен Хайбон                | Кевин и Дэн Хейгмен | 28 октября 2021                 |
| 3       | 3    | «Звёздная болезнь» «Starstruck»                 | Алан Ван                  | Чад Куондт | 4 ноября 2021                   |
| 4       | 4    | «Ловец снов» «Dream Catcher»                    | Стив Ан и Санг Шин        | Лиза Шульц Бойд | 11 ноября 2021                  |
| 5       | 5    | «Планета кошмаров» «Terror Firma»               | Алан Ван и Ольга Уланова  | Джули и Шона Бенсон | 18 ноября 2021                  |
| 6       | 6    | «Кобаяси» «Kobayashi»                           | Алан Ван                  | Аарон Дж. Уолтки | 6 января 2022                   |
| 7       | 7    | «Первый кон-такт» «First Con-tact»              | Стив Ан и Санг Шин        | Диандра Пендлтон-Томпсон | 13 января 2022                  |
| 8       | 8    | «Вне времени» «Time Amok»                       | Ольга Уланова и Санг Шин  | Никхил С. Джаярам | 20 января 2022                  |
| 910     | 910  | «Груз ответственности» «A Moral Star»           | Бен Хайбон                | Кевин и Дэн Хейгмен, Джули и Шона Бенсон, Лиза Шульц Бойд, Никхил С. Джаярам, Диандра Пендлтон-Томпсон, Чад Куондт и Аарон Дж. Уолтки                        | 27 января 2022 3 февраля 2022   |
| Часть 2 |      |                                                 |                           | |                                 |
| 11      | 11   | «Убежище» «Asylum»                              | Кевин и Дэн Хейгмен       | Стив Ан и Санг Шин | 27 октября 2022                 |
| 12      | 12   | «Не будите спящих Борг» «Let Sleeping Borg Lie» | Ольга Уланова и Санг Шин  | Диандра Пендлтон-Томпсон | 3 ноября 2022                   |
| 13      | 13   | «Весь мир - театр» «All the World's a Stage»    | Эндрю Л. Шмидт            | Аарон Дж. Уолтки | 10 ноября 2022                  |
| 14      | 14   | «Перекрёстки» «Crossroads»                      | Стив Ан и Санг Шин        | Лиза Шульц Бойд | 10 ноября 2022                  |
| 15      | 15   | «Маскарад» «Masquerade»                         | Санг Шин                  | Никхил С. Джаярам | 24 ноября 2022                  |
| 16      | 16   | «Прелюдии» «Preludes»                           | Стив Ан и Санг Шин        | Джули Бенсон, Шона Бенсон, Кевин и Дэн Хейгмен, Лиза Шульц Бойд, Никхил С. Джаярам, Диандра Пендлтон-Томпсон, Чад Куондт, Лиза Шульц Бойд и Аарон Дж. Уолтки | 1 декабря 2022                  |
| 17      | 17   | «Призрак в машине» «Ghost in the Machine»       | Эндрю Л. Шмидт            | Чад Куондт | 8 декабря 2022                  |
| 18      | 18   | «Диспут» «Mindwalk»                             | Санг Шин                  | Джули Бенсон и Шона Бенсон | 15 декабря 2022                 |
| 1920    | 1920 | «Сверхновая» «Supernova»                        | Эндрю Л. Шмидт Бен Хайбон | Эрин МакНамара Кевин и Дэн Хейгмен | 22 декабря 2022 29 декабря 2022 |

### Второй сезон (2024)
| Часть 1 |      |                                                              |                                          | |             |
| 2122 | 12   | «Напролом» «Into the Breach»                                 | Бен Хайбон Эндрю Л. Шмидт и Патрик Кребс | Кевин и Дэн Хейгмен Аарон Дж. Уолтки                                                                  | 1 июля 2024 |
| Год спустя, адмирал Джейнвэй приглашает Дала, Рок-Тахк, Джанкома Пога, Мёрф и Зеро присоезиниться к ней на борту нового «Вояджера-A». Рекруты быстро разочаровываются в том, что их не пускают на мостик, и элитный отряд «Нова» под предводительством вулканки Мадж'ел презирает их. Дал и Зеро узнают, что Джейнвэй скрывает тот факт, что в задачу миссии входит не только исследование червоточины, созданной взрывом «Протозвезды», но и посылание корабля с маскировочным устройством под названием «Бесконечность» чтобы вызволить капитана Чакотая из плена ван н'акат на планете Солум через 52 года. Джейнвэй просит ребят не говорить никому о существовании «ангара №3». Мадж'ел всё равно узнаёт об этом и пытается остановить Дала, Зеро и Джанкома, когда они пытаются переставить невидимый корабль в другой ангар, однако Дал ненароком активирует программу запуска корабля до срока. Тем временем, Гвиндала добирается до Солума в настоящем и пытается убедить свой народ в том, что Федерация хочет только мира, однако Асенция, которая добралась до Солума ранее, уже убедила предводителей вау н'акат в том, что Гвин представляет угрозу. Гвин приходится бежать, и она обнаруживает дом Ильтурана — молодую и ещё не злую версию своего отца. |      |                                                              |                                          | |             |
| 23 | 3    | «Кто спасёт спасителей?» «Who Saves the Saviors?"»           | Санг Шин                                 | Эрин МакНамара                                                                                        | 1 июля 2024 |
| С помощью Ильтурана, Гвин вызывает Асенцию на поединок. Дал, Джанком, Зеро и Мадж'ел попадают на Солум в будущем и оказываются в плену в той же камере, что и Чакотай и его старпом Адрик. Ребята пытаются не изменить ход истории до тех пор, пока Чакотай не запустит «Протозвезду» в прошлое, однако Дал ненароком позволяет Чакотаю и Адрику сбежать на корабле, который отправляется уже в пилотируемый полёт. История начинает изменяться, и Гвин в настоящем то становится неосязаемой, то осязаемой. В результате, она проигрывает поединок и остаётся в заперти. |      |                                                              |                                          | |             |
| 24 | 4    | «Временная механика для начинающих» «Temporal Mechanics 101» | Бен Хайбон                               | Кит Свит II                                                                                           | 1 июля 2024 |
| В будущем, ребята получают странный сигнал, который просит их спасти Гвин и передаёт координаты подземелья, где она находится в настоящем. Там Дал видит призрачную Гвин. Судя по всему, она метается между квантовыми реальностями. В настоящем, Ильтуран спускается чтобы побыть с дочерью и узнаёт, что в будущем ему суждено стать злодеем. Джанком модифицирует корабль, чтобы использовать остаточную энергию червоточины и переместиться назад во времени к Гвин. Чтобы вернуться к «Вояджеру», ребята опять получают помощь от неизвестного существа, которое ремонтирует корабль. Асенция убеждает правителей Солума в необходимости милитаризироваться чтобы противостоять врагам извне. По возвращении на «Вояджер» Доктор надевает на Гвин устройство, позволяющее ей функционировать пока они не найдут как исправить её ситуацию. Гвин догадывается, что кто-то пошёл на многое, чтобы все они воссоединились. Тем временем, Мерф общается с тем самым существом. |      |                                                              |                                          | |             |
| 25 | 5    | «Парадокс наблюдателя» «Observer's Paradox»                  | Жолинь Ли и Эндрю Л. Шмидт               | Дженнифер Муро                                                                                        | 1 июля 2024 |
| Ребята догадываются, что Мерф общался с загадочным существом. Гвин обнаруживает туманность из своего видения, и поиск в базе данных выводит их на Чакотая, так что они начинают подозревать, что это Чакотай пытается связаться с ними. Рок догадывается, что вид Мерф произошёл из водной формы жизни и что возможно горбатый кит Джиллиан на борту «Вояджера» сможет его понять. Джиллиан переводит фразу «Спасите меня», а также набор цифр. Гвин перенастраивает стабилизатор на руке и перемещяется в другое измерение, где всё тот же голос просит её помочь. |      |                                                              |                                          | |             |
| 26 | 6    | «Синдром самозванца» «Imposter Syndrome»                     | Санг Шин                                 | Дженнифер Муро                                                                                        | 1 июля 2024 |
| Джейнвэй получает приказ закрыть червоточину и уничтожить «Бесконечность». Ребята хотят угнать «Бесконечность» чтобы отправиться в туманность, однако для этого им необходимо создать точные голографические копии себя. Вот только копии эти оказываются совершенными и считают себя оригиналами. В конце концов, Рок и её голограмма придумывают как отличить друг друга — перезагрузить голокомпьютер «Вояджера». Ребятам удаётся угнать «Бесконечность», однако голокопии по-ошибке поменялись личностными матрицами. |      |                                                              |                                          | |             |
| 27 | 7    | «Быстрые и любопытные» «The Fast and the Curious»            | Санг Шин и Шон Бишоп                     | Эрин МакНамара                                                                                        | 1 июля 2024 |
| Чтобы сократить путь до нужной планеты, ребята решают воспользоваться заброшенным трансварповым тоннелем Борг, однако их корабль перехватывает какой-то зонд, который вынуждает их совершить посадку на какой-то планете. Там они обнаруживают базу кейзонов, которые берут в плен всех, кроме Зеро и Мерф. Первый маж планеты предлагает ребятам поучаствовать в гонке. Если они победят, то он их отпустит. Во время гонки, маж начинает устраивать участникам смертельные ловушки чтобы выявить наилучшего пилота. В конце концов, ребята узнают, что кейзон на планете всего один — сам маж. Все остальные — андроиды, управляемые компьютером, который также управлял мажем с помощью имплантата. Компьютер помешан на поисках лучшего пилота, так как первоначально был запрограммирован на это кейзонами. Зеро вырывается из плена, ломая конечности своего скафандра, и врезается в компьютер, уничтожая его. Ребята отправляются дальше. Тем временем, Мадж'ел начинает подозревать, что с ребятами на «Вояджере» что-то не так. Она пытается войти в каюту Гвин, однако время замирает, и из переборки появляются какие-то энергетические щупальца, которые отключают голограмму Гвин. Мадж'ел входит и обнаруживает пустую каюту. |      |                                                              |                                          | |             |
| 28 | 8    | «В красоте нет правды?» «Is There in Beauty No Truth?»       | Жолинь Ли и Эндрю Л. Шмидт               | Кит Свит II                                                                                           | 1 июля 2024 |
| Зеро получает телепатический сигнал от другого медузианца. Ребята прилетают на планету, где различные бестелесые существа основали колонию. Там их встречают гуманоиды, которые объясняют, что кольца планеты обладают уникальным свойством создавать органические тела для бестелесых существ. Зеро решает обрести тело и сам становится гуманоидом. Он без ума от всех чувств биологических существ. Колонисты приглашают ребят на Празднество чувств, кульминацией которого является бег от огромного летающего скатообразного существа, которое может проглотить некоторых из них, чтобы испытать страх. Зеро узнаёт, что если он покинет планету, то его тело начнёт деградировать, однако он решает улететь с друзьями. Тем временем, офицеры на «Вояджере» узнают правду о голограммах ребят и пытаются допросить голо-Гвин. Они узнают, что ребята якобы получили сигнал от Чакотая и отправились выручать его, а также что с голо-Гвин произошло что-то непонятное тем более, что из записей системы наблюдения вырезаны семь минут. |      |                                                              |                                          | |             |
| 2930 | 910  | «Пожиратели всего сущего» «The Devourer of All Things»       | Санг Шин Шон Бишоп                       | Дженнифер Муро Аарон Дж. Уолтки                                                                       | 1 июля 2024 |
| Ребята прибывают на скрытую планету и находят храм, в котором они встречают Уэсли Крашера, который и привёл их туда. Он объясняет, что является последним из Путешественников — группы уникальных существ, охраняющих реальность. Созданный ими парадокс открыл дыру в реальности, в которую проникли существа из другого измерения, поедающие всё и вся, стирая их из реальности. Чтобы закрыть дыру и спасти Вселенную, необходимо найти куда попали Чакотай и «Протозвезда» и вернуть корабль на Тарс Ламору в прошлом. Появляются существа, и Уэсли укрывается с ребятами в потайной комнате. К планете прибывает «Вояджер». Джейнвэй посылает коммандера Тайсесса в храм чтобы найти ребят. Мадж'ел убеждает её позволить ей присоединиться к команде. На команду нападают существа и съедают одного из офицеров. Тайсесс транспортируется обратно на борт (и узнаёт, что о погибшем офицере никто на борту никогда не слыхал), однако Мадж'ел решает остаться на планете, так как чувствует Зеро поблизости. За ней ломятся существа. Уэсли не хочет впускать её, однако Дал открывает портал. Это позволяет существам обнаружить потайную комнату. Они сбегают и оказываются за пределами храма, где их окружают существа. Внезапно появляется «Вояджер» и открывает огонь по существам, привлекая их. Пока экипаж корабля борется с существами, Уэсли ведёт ребят обратно внутрь чтобы найти местонахождение Чакотая. Джейнвэй уводит существ на челноке и совершает крушение на храме. Она проникает внутрь и встречает остальных. Уэсли сканирует ребят, включая Мадж'ел, и обнаруживает где находятся Чакотай и «Протозвезда». Он открывает туда портал. Ребята проходят через него и обнаруживают себя на вершине горы, где лежит «Протозвезда», на которой сидит бородатый Чакотай. Джейнвэй готовится задержать существ, однако Уэсли посылает её на мостик «Вояджера» и использует собственные способности, чтобы удержать существ сколько сможет. |      |                                                              |                                          | |             |
| Часть 2 |      |                                                              |                                          | |             |
| 3132 | 1112 | «Последний полет Протозвезды» «Last Flight of the Protostar» | Жолинь Ли и Эндрю Л. Шмидт Санг Шин      | Диандра Пендлтон-Томпсон Алекс Хэнсон и Аарон Дж. Уолтки                                              | 1 июля 2024 |
| Ребята обнаруживают, что Чакотай провёл на планете Исида десять лет и не желает и слышать о возможности вернуться. Голограмма Джейнвэй объясняет, что его страпом Адрик считал, что сможет набрать антивещество из ионной бури, однако так и не вернулся. Ребята решают отремонтировать корабль и вездеход. Дал отправляется на вершину горы, где на него нападает гигантский угорь. Чакотай, Гвин и Мерф отправляются за ним не вездеходе. Они обнаруживают его в пещере рядом со скелетом Адрика, который действительно сумел собрать достаточно антивещества, прежде чем погибнуть. Чакотай решает, что стоит попробовать, однако для этого им необходимо превратить «Протозвезду» в парусник чтобы добраться до водоворота на другой стороне планеты и собрать достаточно дейтерия для реактивации варп-ядра. Во время плавания, Дал не успевает среагировать, из-за чего корабль чуть не врезается в рифы и считает, что капитаном ему не быть. Чакотай советует ему быть там, где в нём ощущается необходимость. Корабль добирается до водоворота, однако теряет парус. Чакотаю и ребятам удаётся вручную повернуть самодельный руль чтобы позволить «Протозвезде» подобраться поближе к центру водоворота и начать собирать газ. Чакотай не удерживается и падает за борт. Не долго думая, Дал прыгает за ним, однако ему приходится отвязать трос чтобы достать до тонущего капитана. К счастью, мимо проплывают гигантские угри, и Дал хватается за одного чтобы добраться до корабля. Собрав дейтерий, корабль взмывает в небо. Зеро сканирует космос и обнаруживает «Вояджер» в трёх тысячах световых лет — очень долгий полёт на обычном варп-ядре. Дал говорит, что просто необходимо построить новое протоядро. |      |                                                              |                                          | |             |
| 33 | 13   | «Проблема под названием трибблы» «A Tribble Called Quest»    | Шон Бишоп                                | Кит Свит II                                                                                           | 1 июля 2024 |
| 34 | 14   | «Разбитое зеркало» «Cracked Mirror»                          | Жолинь Ли                                | Эрин МакНамара                                                                                        | 1 июля 2024 |
| 3536 | 1516 | «Вознесение» «Ascension»                                     | Санг Шин Шон Бишоп                       | Эрин МакНамара, Дженнифер Муро, Диандра Пендлтон-Томпсон, Кит Свит II и Аарон Дж. Уолтки Алекс Хэнсон | 1 июля 2024 |
| 37 | 17   | «Грань» «Brink»                                              | Жолинь Ли                                | Диандра Пендлтон-Томпсон                                                                              | 1 июля 2024 |
| 38 | 18   | «Нотка серого» «Touch of Grey»                               | Санг Шин                                 | Дженнифер Муро                                                                                        | 1 июля 2024 |
| 3940 | 1920 | «Уроборос» «Ouroboros»                                       | Шон Бишоп Жолинь Ли                      | Кевин и Дэн Хейгмен и Аарон Дж. Уолтки                                                                | 1 июля 2024 |